# Cydippida
Cydippida is een orde van ribkwallen uit de klasse van de Tentaculata.

## Anatomie
Cydippida hebben lichamen die een min of meer afgeronde vorm hebben, soms vrijwel bolvormig, af en toe cilindrisch of eivormig. Het veel voorkomende ribkwalletje Pleurobrachia heeft een ei-vormig lichaam met de mond aan het smalle uiteinde. Langs weerszijden van het lichaam strekken zich een paar lange slanke tentakels uit, elk beschermd door een omhulling waarin het zich kan terugtrekken.
De tentakels zijn meestal omzoomd met tentilla ("kleine tentakels"), hoewel een aantal genera gewone tentakels zonder deze zijtakken hebben. De tentakels en tentilla zijn dicht bedekt met microscopisch kleine colloblasten om prooien te vangen door ze vast te houden. Dit zijn gespecialiseerde paddenstoelvormige cellen in de buitenste laag van de epidermis. De drie hoofdonderdelen zijn: een bolle kop met blaasjes (kamers) die lijm bevat, een steel die de cel ankert in de onderste laag van de epidermis en in de mesoglea en een spiraaldraad die cirkelt rond de steel en is bevestigd aan het hoofd en de wortel van de steel. De functie van de spiraaldraad is onzeker, maar het zou spanningen kunnen absorberen als de prooi probeert te ontsnappen, en zo voorkomen dat de collobast uit elkaar wordt getrokken.
De tentilla van Euplokamis kennen drie soorten bewegingen die gebruikt worden voor het vangen van een prooi: ze kunnen zeer snel iets vastgrijpen (in 40 tot 60 milliseconden), ze kunnen kronkelen, bijvoorbeeld om een prooi te lokken door zich gedragen als kleine planktonische wormen, en ze kunnen hun prooi "omwikkelen". Deze wriemelende beweging wordt geproduceerd door gladde spieren van een zeer gespecialiseerd type. Het wikkelen rond de prooi wordt grotendeels bereikt door de terugkeer van de tentilla in hun inactieve toestand, maar de bewegingen kunnen worden bijgestaan door de gladde spieren.
Er zijn acht rijen kammen die in de buurt van de mond van de ene naar de andere kant lopen, en zich als een wave bewegen.

## Families
- Aulacoctenidae Lindsay & Miyake, 2007
- Bathyctenidae Mortensen, 1932 (emend. Lindsay & Miyake, 2007)
- Cryptocodidae Leloup, 1938
- Ctenellidae C. Carré & D. Carré, 1993
- Dryodoridae Harbison, 1996
- Euchloridae
- Euplokamididae Mills, 1987
- Haeckeliidae Krumbach, 1925
- Lampeidae Krumbach, 1925
- Mertensiidae L. Agassiz, 1860
- Pleurobrachiidae Chun, 1880
- Pukiidae Gershwin, Zeidler & Davie, 2010